# Radical 44
El radical 44, representado por el carácter Han 尸, es uno de los 214 radicales del diccionario de Kangxi. En mandarín estándar es llamado 尸部　(shī bù, «radical “cadáver”»), en japonés es llamado 尸部, しぶ　(shibu), y en coreano 시 (si).
Este radical aparece en la mayoría de los casos rodeando la parte superior y el lado izquierdo de los caracteres que son clasificados por este (por ejemplo, 届). Los caracteres clasificados bajo este radical comúnmente tienen significados relacionados con las excreciones humanas o animales o con inmundicias; por ejemplo: 尿 (orina), 屎 (excremento). En algunos otros casos, tienen significados relacionados con el calzado; por ejemplo: 履　(zapatos), 屐 (zuecos).

## Nombres populares
- Mandarín estándar: 尸字頭, sī zì páng, «carácter “cadáver” a un lado».
- Coreano: 주검시부, jugeom si bu «radical si-cadáver».
- Japonés: 屍（しかばね）, shikabane, «cadáver».
- En occidente: radical «cadáver».

## Galería
| Estilos antiguos                                 | Estilos antiguos                  | Estilos antiguos                        | Estilos antiguos                   | Estilos antiguos                   | Estilos empleados actualmente       | Estilos empleados actualmente  | Estilos empleados actualmente    | Estilos empleados actualmente   | Estilos empleados actualmente  |
|                                                  |                                   |                                         |                                    |                                    |                                     | 尸                             | 尸                               |                                 |                                |
| 甲骨文 jiǎgǔwén (escritura de huesos oraculares) | 金文 jīnwén (escritura de bronce) | 简帛 jiǎnbó (escritura de bambú y seda) | 篆文 zhuànwén (escritura de sello) | 篆文 zhuànwén (escritura de sello) | 隸書 lìshū (estilo de los escribas) | 楷書 kǎishū (estilo regular)   | 楷書 kǎishū (estilo regular)     | 行書 xǐngshū (estilo corriente) | 草書 cǎoshū (estilo de hierba) |
| 甲骨文 jiǎgǔwén (escritura de huesos oraculares) | 金文 jīnwén (escritura de bronce) | 简帛 jiǎnbó (escritura de bambú y seda) | 大篆 dàzhuàn (sello grande)        | 小篆 xiǎozhuàn (sello pequeño)     | 隸書 lìshū (estilo de los escribas) | 繁體／繁体 fántǐ (tradicional) | 简体／簡體 jiǎntǐ (simplificado) | 行書 xǐngshū (estilo corriente) | 草書 cǎoshū (estilo de hierba) |

## Caracteres con el radical 44
| trazos | carácter                   |
| ------ | -------------------------- |
| + 0    | 尸                         |
| + 1    | 尹 尺                      |
| + 2    | 尻 尼                      |
| + 3    | 尽                         |
| + 4    | 尾 尿 局 屁 层 屃          |
| + 5    | 屄 居 屆 屇 屈 屉 届       |
| + 6    | 屋 屌 屍 屎                |
| + 7    | 屐 屑 屒 屓 屔 展 屖 屗 屘 |
| + 8    | 屏 屙 屚 屛 屜 屝 屠       |
| + 9    | 属 屟 屡                   |
| + 11   | 屢 屣 層                   |
| + 12   | 履 屦 屧                   |
| + 14   | 屨                         |
| + 15   | 屩 屪                      |
| + 16   | 屫                         |
| + 18   | 屬                         |
| + 21   | 屭                         |